# تآثر قوي
التآثر القوي (بالإنجليزية: strong interaction)‏ أو القوة النووية الشديدة، أو القوة اللونية. ويرجع سبب تسميتها بالقوة الشديدة إلى أنها أقوى القوى الأساسية الأربعة، فهي أقوى من قوة التأثير الكهرومغناطيسي 137 مرة، وأقوى من تأثير النووية الضعيفة 106 مرة، وأقوى من تأثير قوة الجاذبية حوالي 1039 مرة. وتأثيرها في مدى قصير جدا جدا نحو 10−15 متر (1 فيمتو متر).
الغلوونات (بالإنجليزية: gluons)‏ هي جسيمات تآثر تنقل التآثر القوي . يوجد منها 8 أنواع تعمل بين الكواركات؛ الكواركات هي الجسيمات البنائية للجسيمات الأكبر، مثل الهادرونات، والباريونات التي من ضمنها البروتونات والنيوترونات، والميزونات) كل هذه الجسيمت الأولية الكبيرة تلصقها الغلوونات. كما أن يمكن أن تتآثر (تتفاعل) مع بعضها البعض بحيث يمكنها تكوين جسيمات أخرى؛ جسيمات أخرى مكونة من غلوونات فقط، وهده الجسيمات تسمى «غلووبول» (بالإنجليزية: gluoball)‏ أي كرة غلوونات أو كرات غلوونات (بالإنجليزية: gluoballs)‏.

## الوظيفة
وفقا للنظريات الحالية في فيزياء الجسيمات فإن القوة النووية الشديدة هي القوة المسؤولة عن ربط الكواركات بواسطة الغلوونات معا لتكوين الهادرونات أما الباريونات تنتمي إلى الفرميونات مثل (البروتون والنيوترون والبيون، وذلك بربط ثلاث كواركات معا)، أو بربط كوارك وكوارك مضاد لتكوين الميزونات تنتمي الي البوزونات، وتعد النووية الشديدة إحدى القوى الأساسية الأربع المعروفة في الكون، وهي:  التآثر القوي ، والجاذبية (الثقالة)، والقوة النووية الضعيفة والقوة الكهرومغناطيسية.

## الجسيم الحامل
الجسيم الحامل لهذه القوة هو الغلوون (جسيم معناه «لاصق»)، وهو جسيم أولي عديم الكتلة ينتمي إلى البوزونات -وهي جسيمات تنقل القوة وتشكل البروتونات والنيوترونات «بلصق» كواركات بعضها ببعض (الكواركات هي الجسيمات الأصغر من البروتون وهي بذلك مشتركة أساسا في تكون المادة في الكون -البروتونات والنيوترونات- تسمى فرميونات. الـتأثر القوي (الغلوون) يربط أيضا الكواركات المضادة بعضها البعض، ويكون منها جسيمات أخرى (مثل مضاد البروتون ومضاد النيوترون وكذلك بالنسبة لتكوينه الميزونات وغيرها).

## سلوك التآثر القوي
أما السلوك فعلى عكس الثلاث قوى الأساسية الأخرى، فإن التآثر القوي نحو 10−15 متر أي في حيز البروتون أو النيوترون، مقدارها يظل ثابتاً حوالي 10.000 نيوتن، مما يعني أن فصل جسيمين مرتبطين بتأثير التآثر القوي يتطلب مقداراً عظيما جدا من الطاقة. وما يدعم هذا الأمر حتى الآن أنه لم يتم رصد كوارك مفرد غير مرتبط بآخر. عندما تتزايد المسافة بين الكواركات فإن الطاقة المضافة تنتج كواركا وكواركا مضادا مناسبين بين الكواركين المقصود فصلهما؛ ولهذا فليس من الممكن فصل كواركين عن بعضهما. وتفسير ذلك أن كمية الشغل الذي يعمل ضد 10.000 نيوتن كافية لإنتاج زوج جسيم-مضاد الجسيم عبر مسافة صغيرة جدا جدا للتأثر القوي. في الميكانيكا اللونية الكمومية QCD تسمى تلك الظاهرة «الحجز اللوني»، ونتيجته أننا نستطيع رصد البروتونات والهادرونات عموما، أما كواركا منفردا فلا نستطيع رصده. ولم تنجح أي من التجارب التي أجريت حتى الآن في الحصول على كوارك حر، مما يعزز تلك الظاهرة.

## القوة الشديدة المتبقية
يجب عدم الخلط بين القوة الشديدة والقوة النووية التي تدعى أحيانا بالقوة الشديدة المتبقية (والتي هي مسؤولة عن الربط بين مكونات النواة -بروتونات ونيترونات- عن طريق تبادل الميزونات)، حيث أن القوة النووية (القوة الشديدة المتبقية) تنتج بتأثير غير مباشر من القوة الشديدة ولكنها تختلف عنها في الصفات، فهي على سبيل المثال تضعف بشدة مع زيادة المسافة، وهذا هو سبب عدم استقرار الأنوية الضخمة ذات عدد نووي (كتلي) أكبر من 82 وذلك لأنها تضعف بزيادة المسافة أسرع مما تفعل القوة الكهرومغناطيسية التي تسبب التنافر بين البروتونات لتماثل شحنتها الكهربية.